# El Sabinito, Rayón
El Sabinito är en ort i Mexiko.   Den ligger i kommunen Rayón och delstaten San Luis Potosí, i den centrala delen av landet, 280 km norr om huvudstaden Mexico City. El Sabinito ligger 918 meter över havet och antalet invånare är 331.
Terrängen runt El Sabinito är huvudsakligen kuperad, men norrut är den bergig. Runt El Sabinito är det ganska glesbefolkat, med 21 invånare per kvadratkilometer. Närmaste större samhälle är Tamasopo, 4,4 km nordost om El Sabinito. I omgivningarna runt El Sabinito växer huvudsakligen savannskog.